# Grábrók
Grábrók is een 170 meter hoge krater ten noordoosten van het Hreðavatn meer. De Grábrók (beter: Stora-Grábrók) is de grootste van drie kraters die 3000 jaar geleden het omliggende Grábrókarhraun lavaveld hebben neergelegd. De beide andere kraters zijn de Grábrókarfell en de Litla-Grábrók (kleine Grábrók) waarvan de laatste ten behoeve van de wegenbouw voor een groot deel is afgegraven.
Na een wandeling naar de top van de Grábrók heeft men een panoramisch uitzicht over de omgeving.